# Dodging and burning

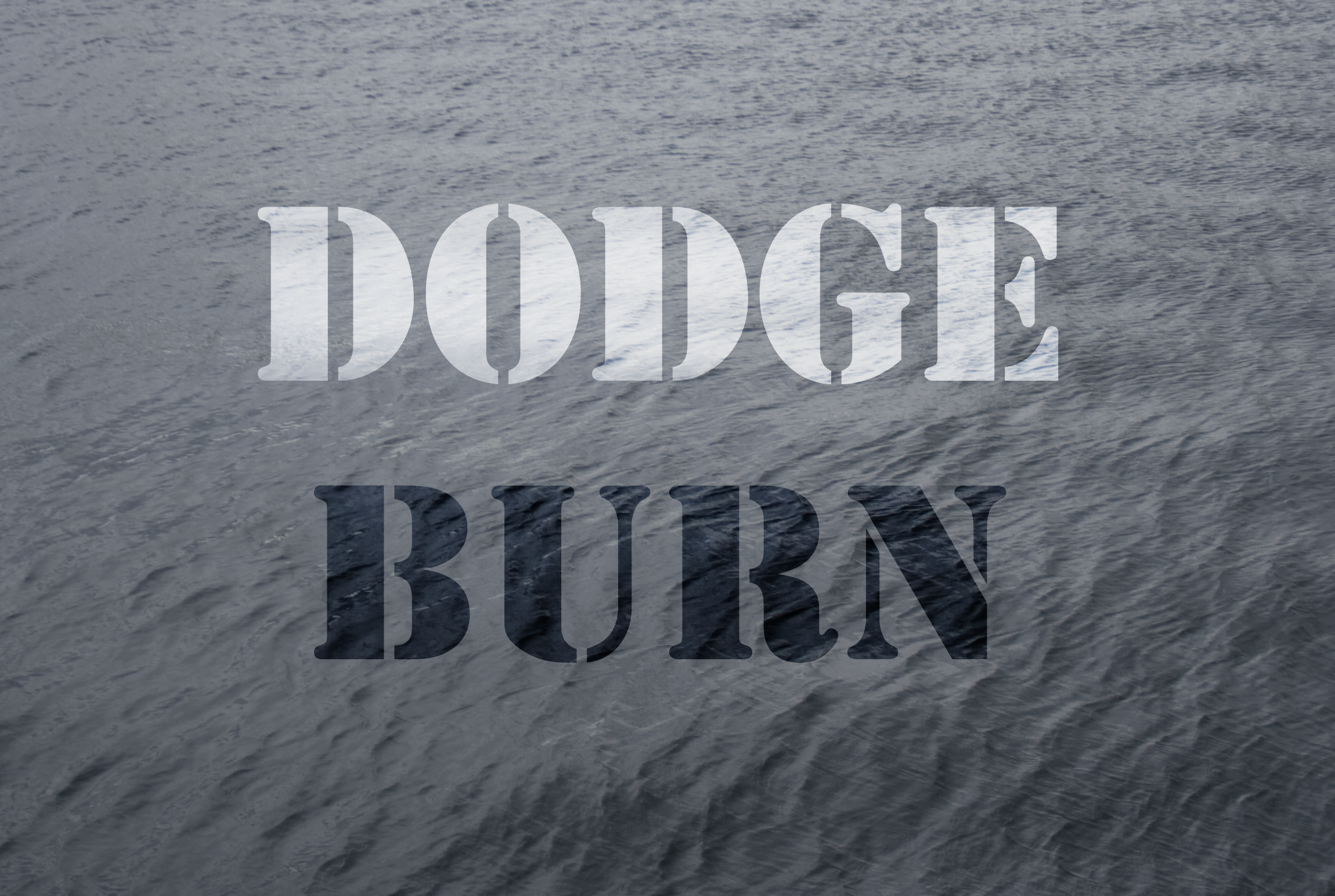
Un ejemplo de efectos de dodge and burn aplicados a una fotografía digital.

Dodging and burning (tdl. ‘Esquivar y quemar’), o simplemente dodge and burn, es el nombre conjunto dado a dos técnicas que se utilizan durante el proceso de impresión fotográfica para manipular la exposición de áreas seleccionadas en una impresión, desviándose del resto de la exposición de la imagen. En una impresión en cuarto oscuro de un negativo de película, dodging («esquivar») disminuye la exposición de las áreas de la impresión que el fotógrafo desea que sean más claras, mientras que burning («quemar») aumenta la exposición de las áreas de la impresión que deberían ser más oscuras.
Se puede utilizar cualquier material con distintos grados de opacidad, según se prefiera, para cubrir u oscurecer el área deseada para realizar burning o dodging. Se puede utilizar una transparencia con texto, diseños, patrones, una plantilla o un material completamente opaco adaptado al área que se desea quemar o esquivar.
Muchos programas modernos de edición de imágenes digitales tienen herramientas de dodge and burn que imitan el efecto en las imágenes digitales.

## Aplicaciones
Una aplicación clave del dodging and burning es mejorar el contraste (reproducción tonal) en la impresión de películas; hoy en día, esto se conoce mejor como mapeo de tonos en la fotografía digital; véase imágenes de alto rango dinámico. La cuestión técnica es que las escenas naturales tienen un rango dinámico (relación entre luz y oscuridad) mayor que el que puede capturarse con película, que a su vez es mayor que el que puede reproducirse en impresiones. Para comprimir este alto rango dinámico en una impresión es necesario disminuir uniformemente el contraste (acercar los tonos) o imprimir cuidadosamente diferentes partes de una imagen de manera diferente para que cada una conserve el máximo contraste; en este último caso, dodging and burning es una herramienta clave.
Un excelente ejemplo es la fotografía de Schweitzer con lámpara en su escritorio, de Eugene Smith, de su ensayo fotográfico de 1954 Un hombre de misericordia sobre el Dr. Albert Schweitzer y su trabajo humanitario en el África Ecuatorial Francesa. La imagen tardó cinco días en producirse para poder reproducir la gama tonal de la escena, que va desde una lámpara brillante (en relación con la escena) hasta una sombra oscura.
Ansel Adams elevó el dodging and burning a una forma de arte. Muchas de sus famosas impresiones fueron manipuladas en el cuarto oscuro con estas dos técnicas. Adams escribió un libro completo sobre la producción de impresiones llamado The Print, en el que se destacan el dodging and burning, en el contexto de su sistema de zonas.
También se pueden utilizar de formas menos sutiles, como en las letras estampadas que se muestran en la parte superior de este artículo.

## Técnica
Al utilizar un material completamente opaco como cubierta sobre el área preferida para dodging o burning, no pasará absolutamente ninguna luz y, como resultado, puede verse un contorno del material en la impresión. Una forma de evitar líneas de cobertura obvias es agitar ligeramente el material en llamas sobre el área cubierta mientras está expuesta. Otra forma de evitar líneas de cobertura obvias es utilizar un material ligeramente menos opaco más cerca del contorno para producir un efecto más sutil y descolorido.

### Burning

Burning: una técnica de cuarto oscuro.

Para realizar un burning en una impresión, primero se le aplica una exposición normal a la impresión. A continuación, se da una exposición adicional al área o áreas que necesitan oscurecerse. Se coloca una tarjeta u otro objeto opaco entre la lente ampliadora y el papel fotográfico de tal manera que permita que la luz caiga sólo sobre la parte de la escena que se va a oscurecer.

### Dodging

Dodging: también una técnica de cuarto oscuro.

Se coloca una tarjeta u otro objeto opaco entre la lente ampliadora y el papel fotográfico de tal manera que bloquee la luz de la parte de la escena que se va a iluminar. Dado que la técnica se utiliza con un proceso de negativo a positivo, al reducir la cantidad de luz se obtiene una imagen más clara.